# Lagarde-sur-le-Né
Lagarde-sur-le-Né ist eine französische Gemeinde mit 187 Einwohnern (Stand 1. Januar 2022) im Département Charente. Die Bewohner nennen sich Lagardais.

## Geografie
Lagarde liegt am Né, einem Nebenfluss der Charente. Die Nachbargemeinden sind Criteuil-la-Magdeleine im Norden, Barbezieux-Saint-Hilaire im Osten, Barret im Süden und Lachaise im Westen.

## Sehenswürdigkeiten

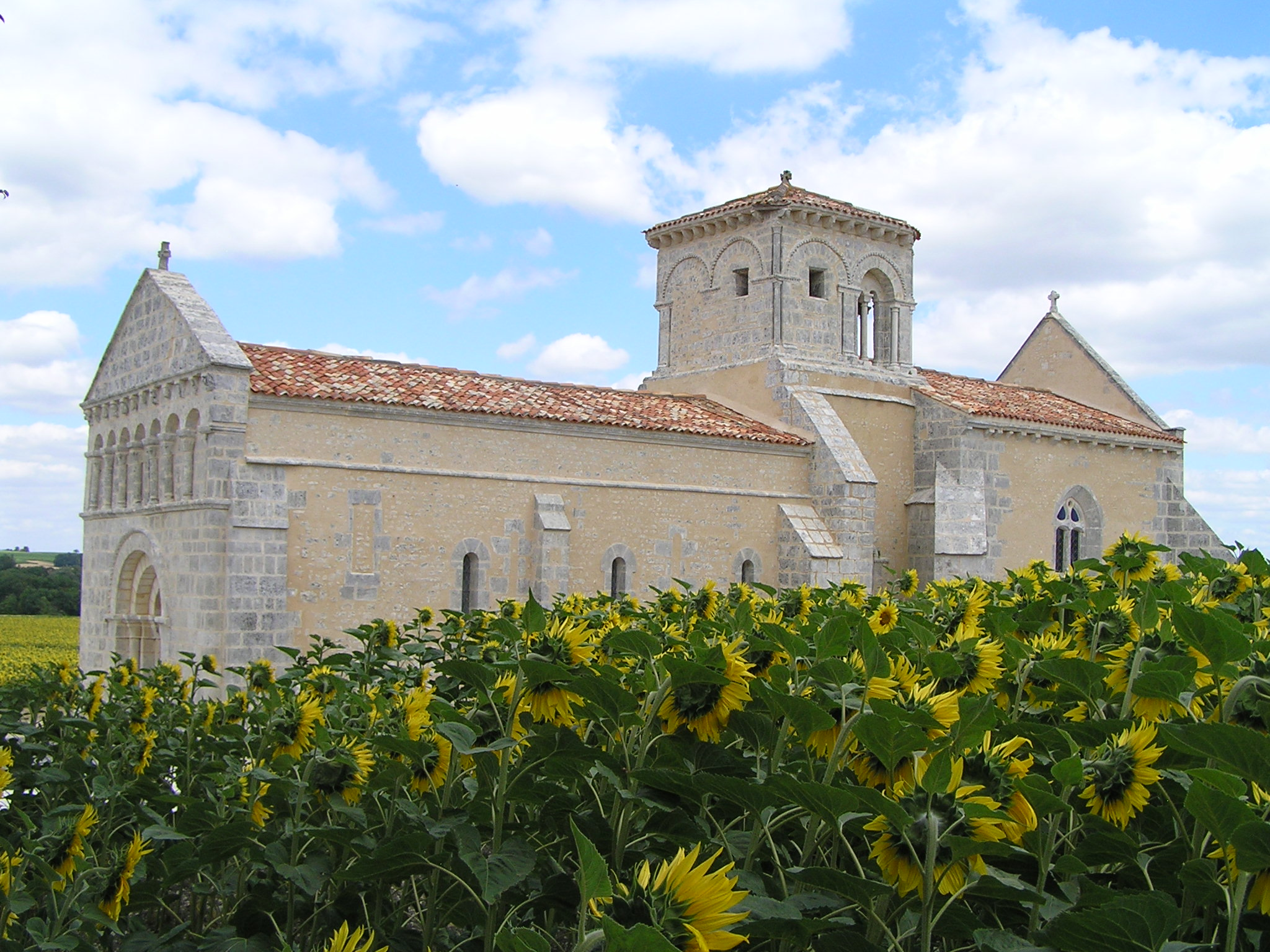
Kirche Saint-Pierre
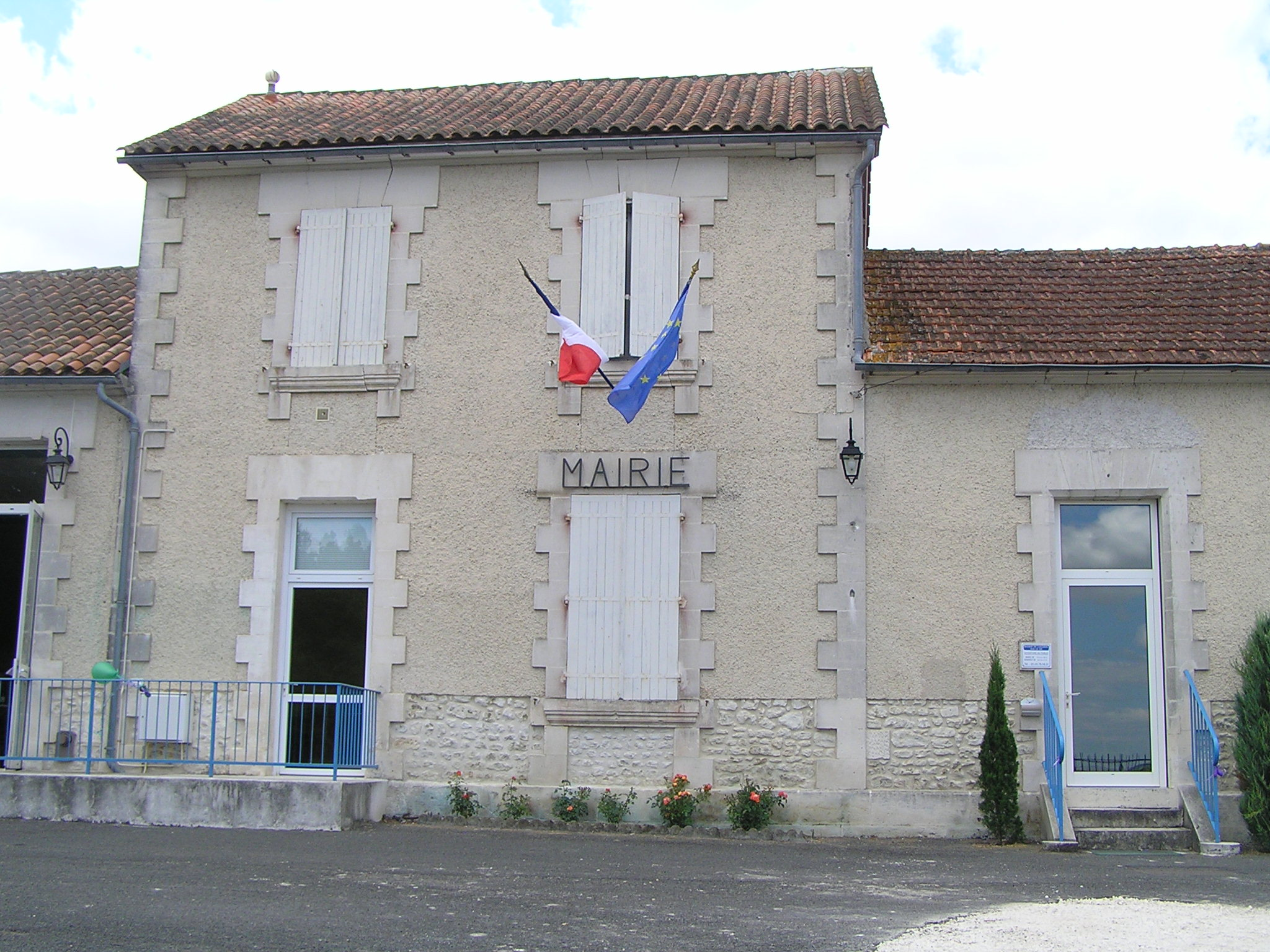
Gefallenendenkmal

- Kirche Saint-Pierre
- Mairie

## Bevölkerungsentwicklung
| Jahr      | 1962 | 1968 | 1975 | 1982 | 1990 | 1999 | 2007 | 2017 |
| --------- | ---- | ---- | ---- | ---- | ---- | ---- | ---- | ---- |
| Einwohner | 168  | 164  | 146  | 169  | 169  | 174  | 180  | 184  |